# Petasidae
Famille
Petasidae est une famille de trachyméduses hydrozoaires faisant partie des cnidaires.

## Liste des genres
Selon World Register of Marine Species (27 mars 2016), Petasidae comprend les genres suivants :
- Petasiella Uchida, 1947
- Petasus Haeckel, 1879